# فهرست پادشاهان تاهیتی

پرچم پادشاهی تاهیتی

نقشه پادشاهی تاهیتی

فهرست ذیل اسامی پادشاهان تاهیتی است که جملگی از دودمان پوماره بودند و دارای عنوان «آریکی راهی» بودند.

## پادشاهان (ملکه) تاهیتی
| نام                                                            | طول عمر                                                  | شروع سلطنت      | پایان سلطنت     | یادداشت | دودمان | تصویر                        |
| -------------------------------------------------------------- | -------------------------------------------------------- | --------------- | --------------- | --- | ------ | ---------------------------- |
| پوماره یکم- (به تاهیتیایی: Vai raʻa toa Taina Pōmare I)        | حوالی ۱۷۵۳ الی ۳ سپتامبر ۱۸۰۳ (در سن {حدودا ۴۹–۵۰ سالگی) | ۱۷۸۸            | ۳ سپتامبر ۱۸۰۳  | حکمران دی فاکتو از سال ۱۷۶۸، سپس بنیانگذار وحدت تاهیتی و پادشاهی تاهیتی گردید و در سالهای پایانی عمرش در سمت نایب السطلنه فرزندش پوماره دوم بود .                         | پوماره | Pōmare I of Tahiti           |
| پوماره دوم- (به تاهیتیایی: Tū Tū-nui-ʻēʻa-i-te-atua Pōmare II) | حوالی ۱۷۸۲ الی ۷ دسامبر۱۸۲۱ (در سن {حدودا ۳۸–۳۹ سالگی)   | ۳ سپتامبر ۱۸۰۳  | ۷ دسامبر ۱۸۲۱   | پسر پوماره یکم. پسر و وارث پوماره دوم، در ۲۲ دسامبر ۱۸۰۸ به جزیره موئورئا تبعید شد. مجدداً مدعی تخت و تاج شد و پس از نبرد تِه فِیپی در ۱۵ نوامبر ۱۸۱۵ به تخت پادشاهی بازگشت. | پوماره | Pōmare II of Tahiti          |
| پوماره سوم- (به تاهیتیایی: Teriʻi tariʻa Pōmare III)           | ۲۵ ژوئن ۱۸۲۰ – ۸ ژانویهٔ ۱۸۲۷ (۶ سال)                     | ۷ دسامبر ۱۸۲۱   | ۸ ژانویه ۱۸۲۷   | پسر پوماره دوم. | پوماره | Pōmare III of Tahiti         |
| شورای نیابت سلطنت                                              |                                                          | ۷ دسامبر ۱۸۲۱   | ۸ ژانویه ۱۸۲۷   | شورای نیابت سلطنت پوماره سوم به درخواست پدرش پوماره دوم: ملکه تری ایتو اُتِرای تِره-موئه-موئه ملکه تریئی تاریا آریئیپائه آ واهینه و پنج تن از روسای اصلی تاهیتی              |        | Council of Regency of Tahiti |
| پوماره چهارم- (به تاهیتیایی: ʻAimata Pōmare IV Vahine)         | ۲۸ فوریهٔ ۱۸۱۳ – ۱۷ سپتامبر ۱۸۷۷ (۶۴ سال)                 | ۱۱ ژانویه ۱۸۲۷  | ۱۷ سپتامبر ۱۸۷۷ | دخترپوماره دوم درمیان فرمانروایان تاهیتی، طولانی‌ترین دوران حکومت را داشت. از ۹ سپتامبر ۱۸۴۲ تحت‌الحمایه فرانسه حکومت نمود.                                                 | پوماره | Pōmare IV of Tahiti          |
| پوماره پنجم- (به تاهیتیایی: Ariʻi aue Pōmare V)                | ۳ نوامبر ۱۸۳۹ – ۱۲ ژوئن ۱۸۹۱ (۵۱ سال)                    | ۱۷ سپتامبر ۱۸۷۷ | ۳۰ دسامبر ۱۸۸۰  | پسر پوماره چهارم. آخرین پادشاه تاهیتی، فرانسه در ۲۹ ژوئن ۱۸۸۰ (۹ تیرماه ۱۲۵۹ خورشیدی) تاهیتی و متصرفاتش را به مستعمرات خودضمیمه نمود.                                     | پوماره | Pōmare V of Tahiti           |

## وضعیت فعلی
در سال ۲۰۰۶، تائوتومه مایرائو (فرانسوی: Tauatomo Mairau‎) مدعی تاج و تخت تاهیتی شد و تلاش نمود تا با تشکیل پرونده در دادگاه، پادشاهی تاهیتی را احیا نماید. ادعاهای او توسط دولت فرانسه به رسمیت شناخته نشد.در ۲۸ مه ۲۰۰۹، ژوانویل پوماره، یکی از اعضای دودمان پوماره در طی مراسمی با حضور نوادگان سران برجسته، خود را پادشاه پومار یازدهم معرفی نمود، اما توسط اعضای خانواده خود طرد شد. اعضای خانواده او عموی وی، لئوپولد پوماره، را به عنوان وارث تاج و تخت تاهیتی به رسمیت شناختند.